# Ajami (película)
Ajami (en árabe: عجمي‎; en hebreo: עג'מי‎) es una película dramática árabe de 2009. Su trama se desarrolla en el barrio Ajami en Jaffa, Israel. Obtuvo una gran cantidad de premios y reconocimientos, entre los que destacan una nominación a los Premios de la Academia en la categoría de mejor película de habla no inglesa, una mención especial en el Festival de Cine de Cannes y un Trofeo Sutherland en el Festival de Cine de Londres.

## Sinopsis

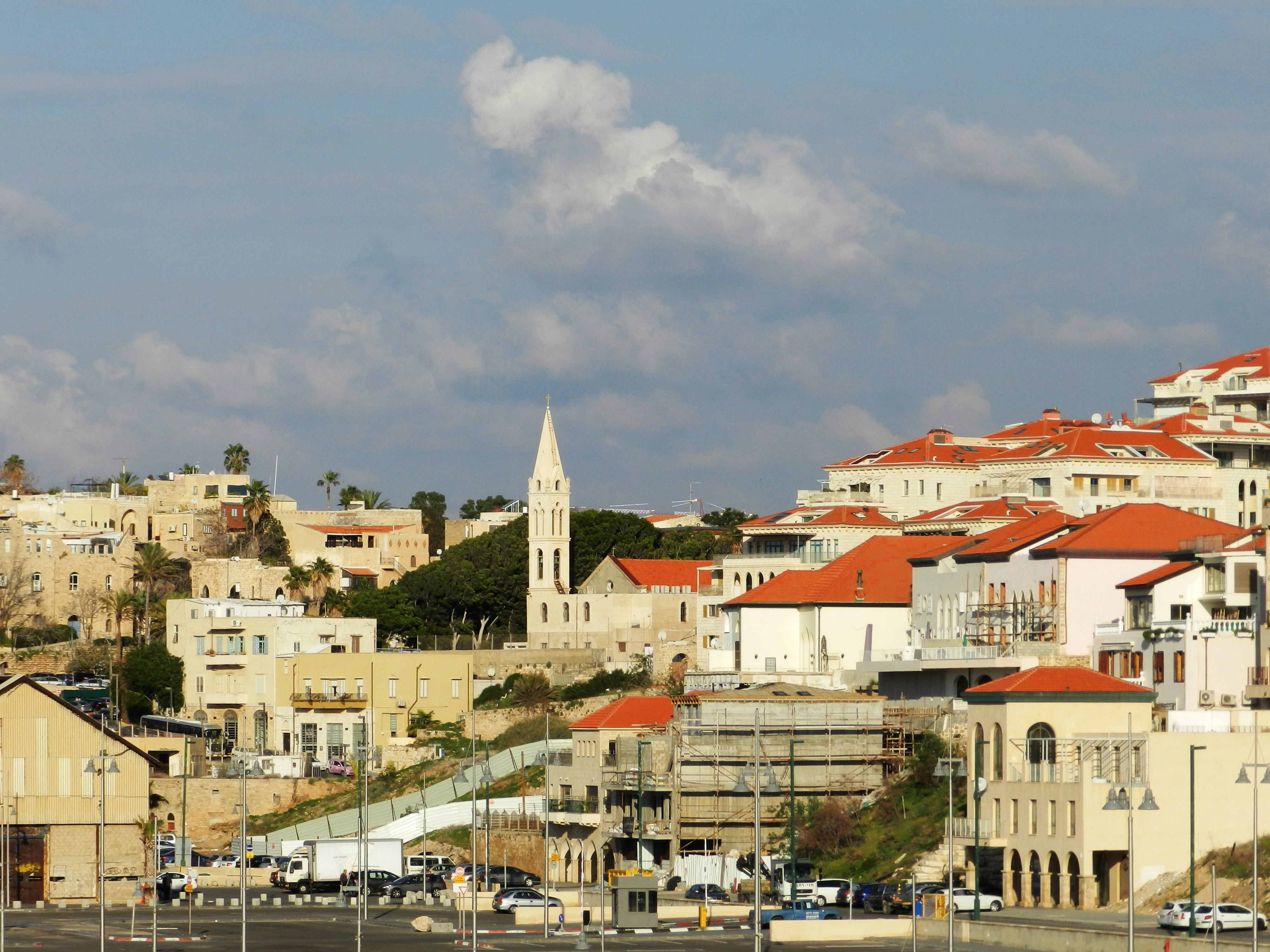
La historia de la película se desarrolla en el barrio de Ajami en Jaffa.

La película contiene cinco líneas narrativas, cada una de las cuales se presenta de una manera no cronológica. Algunos eventos se muestran varias veces desde diferentes perspectivas. Un joven árabe israelí, Nasri, que vive en el barrio de Ajami en Jaffa, narra la película.
En la primera historia, el vecino de Nasri, un adolescente, es asesinado a tiros por un conocido clan beduino en un tiroteo mientras trabajaba en su automóvil. Nasri explica que el objetivo previsto era su hermano mayor Omar, que anteriormente había vendido el automóvil a su vecino. El golpe fallido fue la venganza por la pérdida de uno de los miembros del clan beduino, quien recibió un disparo y fue paralizado por el tío de Nasri en una disputa. Nasri y su hermana menor son enviados a Jerusalén, mientras que Omar, su madre y su abuelo se quedan. Temiendo por la seguridad de su familia, Omar busca protección y guía de Abu Elias, un influyente propietario de un restaurante, y miembro bien conocido y respetado de la comunidad de Jaffa.
La segunda historia presenta a un joven adolescente llamado Malek que vive en el territorio palestino de Nablus. Malek es un empleado ilegal en el restaurante de Abu Elias, y trabaja por desesperación para ganar suficiente dinero para la cirugía de trasplante de médula ósea de su madre enferma.
La tercera historia muestra un breve pero violento encuentro entre un anciano judío y sus tres jóvenes vecinos árabes que trafican con drogas. La disputa comienza cuando el hombre judío se queja a los jóvenes de que no ha podido dormir, debido a que sus ovejas le mantienen despierto toda la noche. El inconveniente pronto aumenta, y uno de los jóvenes apuñala al hombre judío. Los tres jóvenes se esconden antes de que llegue la policía. Entre los policías que llegan a la escena hay un oficial israelí llamado Dan, apodado Dando por sus amigos. Los espectadores se enteran de que el hermano menor de Dando, Yoni, desapareció durante su servicio en las Fuerzas de Defensa de Israel.
En la cuarta historia, es presentado el personaje de Binj (que es interpretado por el codirector de la película Scandar Copti), un cocinero excéntrico que trabaja en el restaurante de Abu Elias. También es amigo cercano de Omar, Shaata y Malek. Binj está enamorado de una niña judía de Tel Aviv y está pensando en mudarse con ella, para consternación de su grupo de amigos. Se revela que el hermano de Binj fue uno de los tres involucrados en el apuñalamiento del hombre judío en Jaffa. Tanto Binj como su padre son detenidos e interrogados por la policía.
La quinta historia muestra el encuentro entre Omar, Malek y los traficantes de drogas. Hacia el comienzo de la película, a los espectadores se les muestra la escena, e inicialmente se les hizo creer que los narcotraficantes mataron a balazos a Malek, una vez que descubrieron que las drogas eran falsas. Sin embargo, posteriormente se revela que los comerciantes eran en realidad policías que ejecutaban una operación encubierta. También se revela que el hermano menor de Omar, Nasri, insistió en acompañar a Omar y Malek a la reunión, temiendo que algo malo le sucediera a su hermano.

## Recepción
La película tiene un 97 % de ranking aprobatorio en el sitio web Rotten Tomatoes, basado en 64 reseñas con un rating promedio de 7.7 sobre 10. En Israel la película fue bien recibida, ganando un premio Ophir en la categoría de mejor película, derrotando a la ganadora del León de Oro Líbano. Ha sido comparada con las primeras películas de Pier Paolo Pasolini y con producciones recientes como Ciudad de Dios y Gomorra.
Ajami fue la primera película en idioma árabe presentada por Israel para participar en los Premios de la Academia en la categoría de mejor película de habla no inglesa. Perdió ante la película argentina El secreto de sus ojos. Fue el tercer año consecutivo en que una película israelí fue nominada para un Premio de la Academia.

## Premios y reconocimientos
- Festival de Cannes de 2009:
  - Caméra d'Or - Mención especial (ganadora)
- European Film Awards:
  - European Film Academy Discovery (nominada)
- Festival de Cine de Jerusalén:
  - Mejor película (ganadora)
- Festival de cine de Londres:
  - Trofeo Sutherland
- Premio Ophir:
  - Mejor película (ganadora)
  - Mejor director (Scandar Copti y Yaron Shani) (ganadora)
  - Mejor guion (Scandar Copti y Yaron Shani)(ganadora)
  - Mejor banda sonora (Rabih Boukhari) (ganadora)
  - Mejor edición (Scandar Copti y Yaron Shani) (ganadora)
- Festival de cine Tallinn Black Nights:
  - Mejor película (ganadora)
- Festival de cine de Tesalónica
  - Golden Alexander (ganadora)
- Premios de la Academia edición número 82:
  - Mejor película de habla no inglesa (nominada)